# كنيسة القيامة (تومسك)
كنيسة القيامة (الروسية: Воскресенская церковь) هي مبنى ديني أرثوذكسي لمدينة تومسك، وتسمى أيضا جبل القيامة باسم التلة التي بنيت عليها. نمط المبنى هو الباروكي السيبيري.

## تاريخ

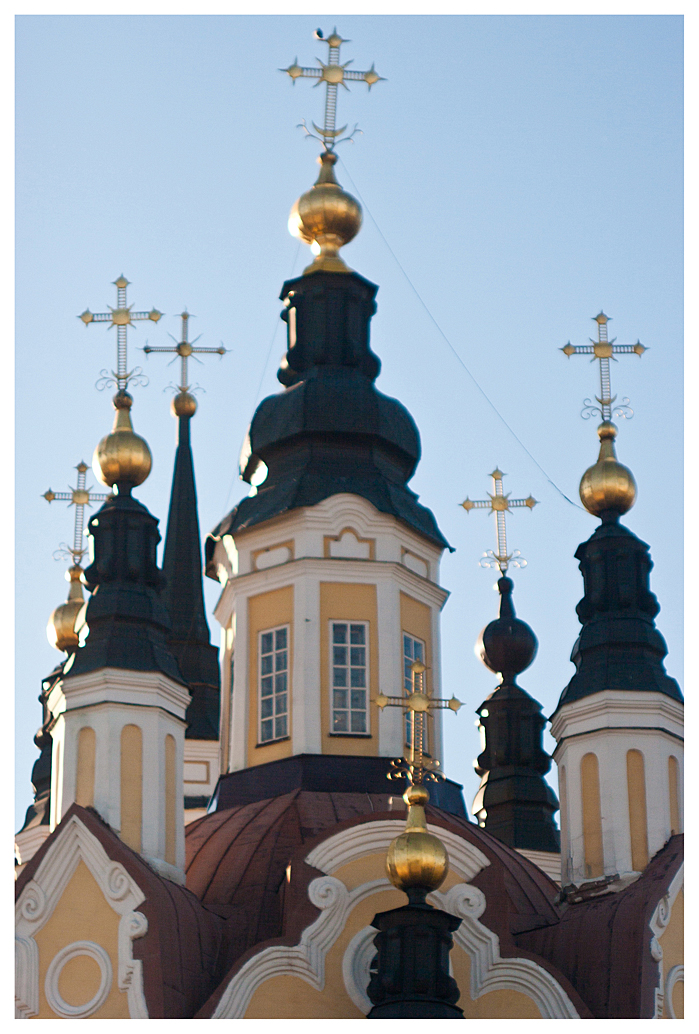
القباب

في الأصل، كانت الكنيسة التي بنيت في عام 1626، مصنوعة من الخشب، وكان مقرها في دير دورميتيون العذراء. مؤسسها هو Cyprian، أول أسقف لمدينة تومسك عام 1622. بسبب حالتها السيئة بسبب الحرائق المتكررة، أعيد بناؤها عدة مرات.
في عام 1897، تم تركيب جرس وزنه 16 طنًا في برج الجرس.
في عام 1922، في بداية الحقبة السوفياتية، تمت مصادرة ممتلكات الكنيسة: المبنى، وأيضا جميع الأدوات الفضية، والصلبان، والشمعدانات، والمبخرات، والثريات، وفي عام 1930 تمت إزالة الجرس وإعادة صهره.

## روابط خارجية
- (بالروسية) église de la Résurrection/ Воскресенская церковь — Православие в Томске نسخة محفوظة 14 نوفمبر 2018 على موقع واي باك مشين.
- (بالروسية) église de la Résurrection, histoire /Воскресенская церковь (историческая справка)
- (بالروسية) église de la Résurrection, architecture Восресенская церковь (архитектурная справка)